# Bougainvillehonungsfågel
För andra betydelser, se Bougainville (olika betydelser).
Bougainvillehonungsfågel (Stresemannia bougainvillei) är en fågel i familjen honungsfåglar inom ordningen tättingar.

## Utbredning och systematik
Fågeln lever i bergstrakter på Bougainville (nordvästra Salomonöarna). Den placeras som enda art i släktet Stresemannia.

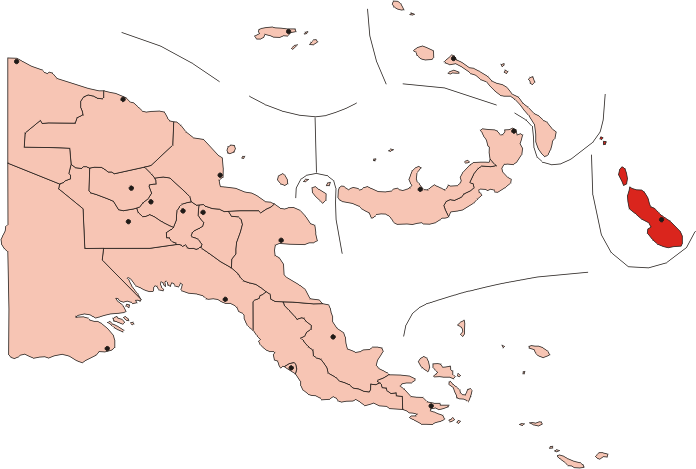
Arten förekommer endast på ön Bougainville, rödmarkerad på kartan.

## Status
IUCN kategoriserar arten som livskraftig.